# NGC 5365
NGC 5365 ist eine linsenförmige Galaxie vom Hubble-Typ SB0  im Sternbild Zentaur die etwa 103 Millionen Lichtjahre von der Milchstraße entfernt ist. Sie bildet zusammen mit den etwa gleich weit entfernten Nicht-NGC-Objekten PGC 49586 (auch NGC 5365A genannt) und PGC 49750 (auch NGC 5365B genannt) eine gravitationell gebundene Dreiergalaxie.
NGC 5365 wurde am 15. März 1836 von John Herschel mit einem 18-Zoll-Spiegelteleskop entdeckt, der bei zwei Beobachtungen „pretty bright, very small, round, gradually brighter in the middle; 15 arcseconds“ und „pretty faint, small, round, pretty gradually much brighter in the middle; in a group of small stars“ notierte.

## NGC 5365-Gruppe (LGG 364)
| Galaxie   | Alternativname | Entfernung/Mio. Lj |
| --------- | -------------- | ------------------ |
| NGC 5365  | PGC 49673      | 103                |
| PGC 49493 | ESO 271-004    | 102                |
| PGC 49586 | NGC 5365A      | 117                |